# Voyage sur la planète préhistorique
Pour plus de détails, voir Fiche technique et Distribution.
Voyage sur la planète préhistorique (Voyage to the Prehistoric Planet) est un film américain réalisé par Curtis Harrington, sorti en 1965.

## Synopsis
Deux vaisseaux, Sirius et Véga, partent de leur base lunaire pour explorer la planète Vénus. Les astronautes et leur robot découvrent une planète hostile, habitée par des êtres étranges.

## Fiche technique
Sauf indication contraire, les informations mentionnées dans cette section peuvent être confirmées par la base de données cinématographiques IMDb,  présente dans la section « Liens externes ».
- Titre : Voyage sur la planète préhistorique
- Titre original : Voyage to the Prehistoric Planet
- Réalisation : Curtis Harrington
- Scénario : Curtis Harrington
- Musique : Ronald Stein
- Photographie : Vilis Lapenieks et Arkadi Klimov
- Montage : Leo Henry Shreve
- Décors : V. Aleksandrov et M. Tsybasov
- Costumes : Sharon Compton
- Production : George Edwards, Stephanie Rothman et Roger Corman
- Pays de production :  États-Unis
- Langue originale : anglais
- Format : couleurs (Pathécolor) - 1,37:1 - 35 mm - mono
- Genre : science-fiction
- Durée : 78 minutes
- Date de sortie :
  - États-Unis : 1er août 1965

## Distribution
Sauf indication contraire, les informations mentionnées dans cette section peuvent être confirmées par la base de données cinématographiques IMDb,  présente dans la section « Liens externes ».
- Basil Rathbone : le professeur Hartman, Lunar 7
- Faith Domergue : le docteur Marsha Evans, Vega
- Gennadi Vernov (crédité Robert Chantal) : Andre Ferneau, Sirius
- Gueorgui Jjionov (crédité Kurt Boden) : Hans Walters, Sirius
- John Bix : John, le robot
- Yuri Sarantsev : Allen Sherman, Vega
- Georgi Tejkh : le docteur Kern, Vega
- Vladimir Yemelyanov : le commandant Brendan Lockhart, Sirius

## Autour du film
Voyage sur la planète préhistorique est une version américanisée du film russe La Planète des tempêtes, réalisé par Pavel Klushantsev en 1962, et dont il reprend de nombreuses scènes. Les acteurs russes Gennadi Vernov et Gueorgui Jjionov sont crédités respectivement sous les noms de Robert Chantal et Kurt Boden pour cacher leur origine
,.